# アタ・モハマド・ヌール

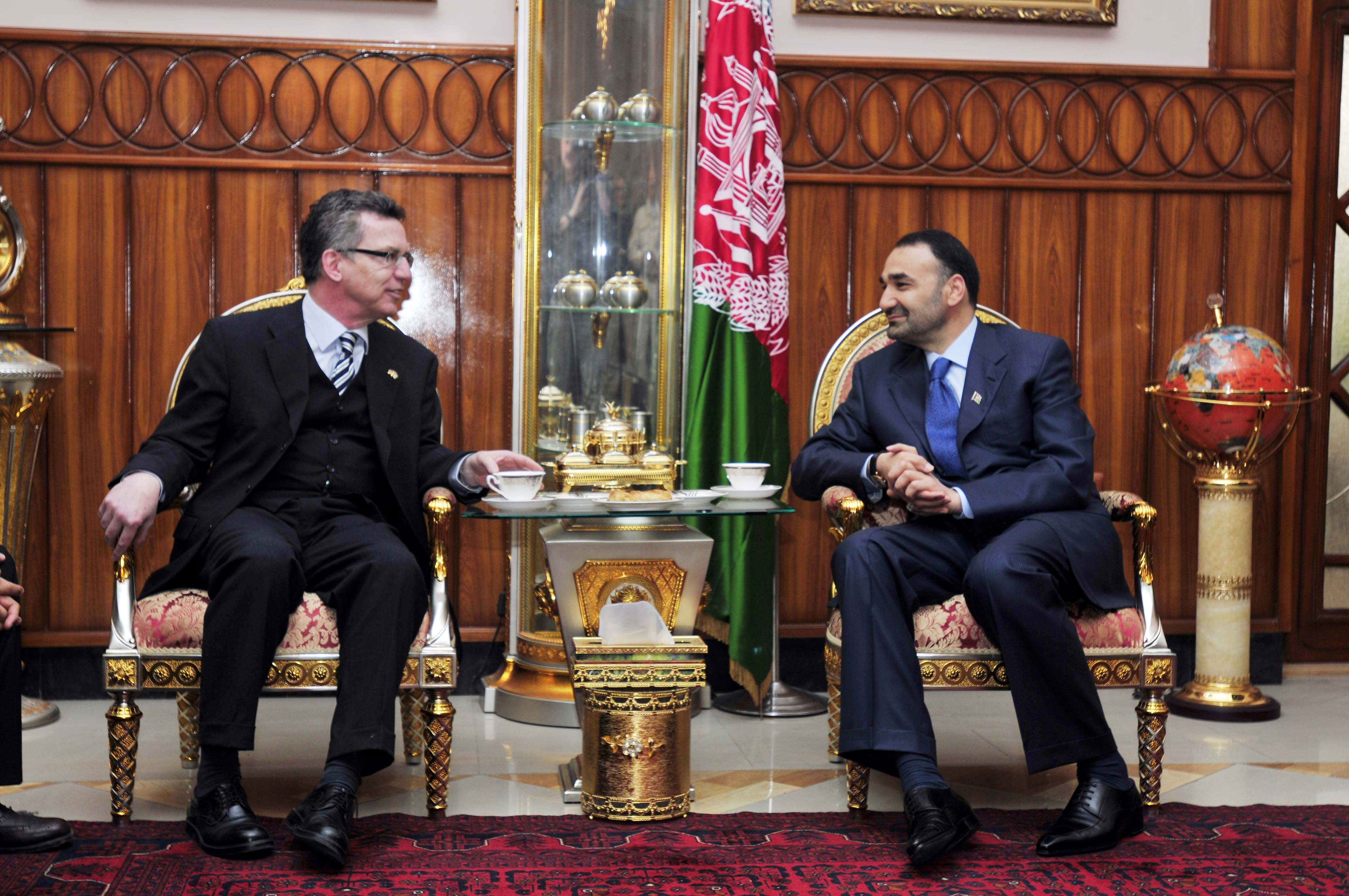
2010年、ドイツ内務大臣トーマス・デメジエールとともに

アタ・モハマド・ヌール（ペルシア語: عطا محمد نور, ラテン文字転写: Atta Muhammad Nur または Atta Mohammed Noor、1964年 - ）は、アフガニスタンの政治家。タジク人。

## 経歴

### アフガニスタン紛争
祖父ヌール、父モハマドの子として北部バルフ州で生まれた。アフガニスタン紛争が起きる前は高校教師だったため、愛称は「先生」であり、名前の前に「ウスタッド」の敬称を付けて呼ばれることがある。ソビエト連邦軍の侵略に抵抗するためにイスラム協会に参加してムジャーヒディーンの司令官になり、1992年までに北部最強のムジャーヒディーン司令官の1人になった。

### 冷戦終結後
1987年にアフガニスタン民主共和国が倒れると、アタはラシッド・ドスタム率いるイスラム民族運動にも参加して、1992年6月1日の最初の会議で運動の副代表に就任した。しかしドスタムとの考え方の違いが表面化して1993年に袂を分かち、アフガニスタン・イスラム国に参加した。彼はバルフ州の州都を巡ってドスタムと戦ったが、ドスタムは1万人の民兵を動員した為に敗北した。1996年後半にターリバーンが勢力を伸ばすとアフマド・シャー・マスード率いる北部同盟の司令官になり、バルフ州でターリバーンと戦った。その後、ドスタム派も北部同盟に寝返った。

### アメリカ同時多発テロ事件以降
2001年11月9日、アタの軍勢はドスタムの軍勢と協力して、マザーリシャリーフからターリバーンを追い払った（マザーリシャリーフ奪還）。ハーミド・カルザイ大統領の下でアフガニスタン・イスラム共和国が成立した後、アタの軍勢はドスタムの軍勢と何度も衝突した。2002年以降、アフガニスタン暫定政府の重要な地位はイスラム協会が占めており、国際社会も疑わしい過去を理由にドスタムを軽んじようとした。アタはアフガン北部に勢力を増大させ、軍事力をなるべく使わずにマザーリシャリーフを支配下におさめようとした。ホルム郡だけは力ずくで支配下に収めたが、ファーリヤーブ州やジョウズジャーン州、バルフ州では地方指導者の忠誠心を徐々に買おうとした。2003年10月、ドスタムは攻勢に出て2002年以来失った多くの地位をなんとか取り返そうとした。マザーリシャリーフの近くでドスタムはアタの機甲部隊の裏をかいて、街の主要な地点を奪い取った 。ドスタムがマザーリシャリーフの周辺で始めた戦いには戦車と大砲が加わったため、戦死者は約60人に達した。国際社会とカブール政権はドスタムとアタの双方に圧力をかけて戦闘を中止させた。アタとドスタムは権力分配協定を結んで、ドスタムがマザーリシャリーフを支配し、アタがバルフ州の大部分を支配すると決めた。アフガニスタン北部の他の地域についても、アタは断念すると宣言した。

### 州知事就任
2004年後半、アタはハーミド・カルザイ大統領によってバルフ州の知事に任命された。カルザイは1980年代から1990年代にかけて戦争をしていた指揮官達を地方行政府の長に据えることで、彼らを治安が悪化するような活動から遠ざけて、忠誠心と規律を持った地方政治を作り出した。権威主義的な方法という対価を支払って暴力の独占を行い、カブールから遠い州でも以前よりは安全と安心を実現した。バルフ州では治安が大幅に回復され、経済活動もかなり良くなった。バルフ州やマザーリ・シャリーフの政治的な統制と経済開発、治安の整備はアタ知事の功績である。イギリスのシンクタンクのアダム・スミス研究所が考案し、2005年から2007年に実施されたケシ撲滅計画では、アタはバルフ州のケシ栽培を7200ヘクタールからゼロにまで首尾よく減らすことができた。

### 二期目
2009年8月の大統領選挙では、アタはカルザイ大統領の有力対抗馬のアブドラ・アブドラを支持した。アタは州の政治力の大本として広く認識されており、バルフ州の政治を支配している。アタは知事の座にいる間に資金を増やすために支配力を行使している 。例えばアタの承認なしに州内で一定規模の商取引を行うことはできない。また州都マザーリシャリーフの主だった不動産は、アタが所有・支配する企業の手中にある。アタはアフガニスタン北部の運輸産業の立役者でもあり、ウズベキスタンとマザーリシャリーフ間の鉄道も彼の手によって作られた。アタは州行政を通して軍閥指導者から州の権力者になったが、違法活動や暴力行為の元締めも続けている。一説によると2011年現在、アタは2つの軍閥（452人）とアルバキ（Arbaki）と呼ばれる伝統的な部族自警団（1500人）を陰で操っており、アタの同意の下で誘拐・殺人、麻薬の輸送、他民族や政治的対立者の迫害などを行っていると言う。また警察組織や州の政治行政をほぼ完全に支配下に収めており、州警察の8割は国家ではなくアタ個人に対して忠誠を誓っていると言う。中にはバルフ郡の警察本部長のようにアタ子飼いの軍閥指導者が警察幹部になっている場合もあり、警官による窃盗や恣意的な逮捕、自派の犯罪者を庇うための司法妨害が行われているという。
上記のような政治手法にもかかわらず、アタは大衆からの絶大な支持を維持している。アタは州に平和と安定をもたらし、警察の検問を廃止して夜間も安全に歩き回ることができるようにした 。マザーリシャリーフ市内には「アフガン航空」と命名された通りがいくつもある。これはアリアナ・アフガン航空が市の開発に対して資金援助をした見返りである。マザーリシャリーフの特徴の1つは、滑らかに舗装された道路である。これはアフガニスタンでは稀なことで、アタが徐々に成し遂げた進歩を象徴している。
全国的に見てバルフ州の統治は上手く行っていると看做されており、その結果、追加的な資金や地位を受けている。例えば、市民サービスの優先的再建計画やアメリカ合衆国からの資金で設立された「Good Performance Initiative」を経由して、麻薬犯罪省から受け取る資金などである。行政改革を受け入れたり、寄付付きの技術支援プログラムに参加する事で、アタは有能な政治指導者としての名声を確立してきた。しかし、アタの地方統治は私的な権力やルール、ネットワークを使った支配の歴史である。「どんな形であれ反抗は見過ごさない強い男」という評判は、この地方で彼の影響力を強めている。アタの権力は民主主義に基づいたルールで与えられたものではないが、脆弱な中央政府が続いたアフガニスタンの歴史と限られた資金という条件下では、アタに代表されるような統治の方法がアフガニスタンでは折衷案として最良なのかもしれない。
アタの反対勢力は彼を腐敗した権力と看做しており、大衆の支持は尊敬よりも恐怖によって動機付けられていると考えている。大統領は34人の州知事を指名したが、カルザイ政権は弱体すぎて、アタを解任できないと思われている。中央政府がアタの統治に挑戦しようとすると、彼が反対して暴力沙汰や民衆の反乱が起きている。アタは「自分が州知事としてあり続けるかどうかは、カブールではなく自分で決める」と図々しくも断言している。
アメリカ政府の多大な支援にもかかわらず、アタはアメリカの撤退戦略について思い切った意見表明を続けている。当然のことながら、アタはターリバーンとの交渉には激しく反対しており、かつての大敵と和解する気はない。アタの懸念は、かつての北部同盟の指導者達に見られる一般的な意見である。もし彼らが協力を渋るようなら、アメリカの撤退戦略は紛糾するかもしれない。アタはアフガニスタンに恒久的なアメリカ軍の基地を作ることに対しても非協力的で、愛国心を繰り返し表明している。アタの多彩で巧みな発言は大統領の道へと繋がっているかもしれない。少なくとも地方政党の党首になることを模索しているのだろうとの観測がある。

### 近年の動静
2021年8月、ターリバーンが攻勢を強める中でタジク人勢力を率いて抵抗した。しかし、カーブルが陥落しアシュラフ・ガニ―政権が崩壊するとラシッド・ドスタムと共にウズベキスタンに亡命した。